# Ferrovia Gouda-L'Aia
La ferrovia Gouda-L'Aia, è una linea ferroviaria dei Paesi Bassi tra Gouda e L'Aia. La linea entrò in esercizio il 1º maggio 1870 collegando la città dell'Aia con la già esistente ferrovia Utrecht-Rotterdam.
| Straight track |

| Station on track |

| Unknown route-map component "hKRZWae" |

| Unknown route-map component "ABZgr" |

| Unknown route-map component "ABZgl" |

| Underbridge |

| Unknown route-map component "hKRZWae" |

| Unknown route-map component "KRZu" |

| Station on track |

| Station on track |

| Station on track |

| Underbridge |

| Station on track |

| Unknown route-map component "ABZgl" |

| Unknown route-map component "KRZu" |

| End station |